# Новосильцева, Мария Петровна
Мария Петровна Новосильцева (урождённая Кожина) (ок.1830—9 октября 1910) — сестра милосердия; начальница Смольного института благородных девиц в 1886—1894 годах; кавалерственная дама ордена Св. Екатерины меньшего креста.

## Биография
Родилась в семье полковника Кавалергардского полка Петра Артамоновича Кожина, выйдя в отставку в звании генерал-майора, он был предводителем дворянства Порховского уезда. Дед Марии, отставной полковник Артамон Осипович Кожин был богатым помещиком, обладателем нескольких имений, а также известным в Порховском уезде предпринимателем, ему принадлежали парусиновая фабрика и винный завод; он был женат на Вере Васильевне Лопухиной, родной сестре светлейшего князя П. В. Лопухина.
Марии было шесть лет, когда умерла её мать. Вместе с сестрой Екатериной (в замужестве Лашкарева), она выросла в имении отца в селе Алешкино Коломенского уезда Московской губернии и получила домашнее образование.
12 ноября 1848 года вышла замуж за Ивана Николаевича Новосильцева (1823—1870), служившего сначала в кирасирском полку Её Величества, а затем в лейб-гусарском полку. Он был сыном статс-секретаря императрицы Марии Федоровны, члена попечительского совета в Воспитательном обществе благородных девиц Н. П. Новосильцева (1789—1856) и графини Е. И. Апраксиной; старшая сестра его Екатерина, была замужем за Э. Д. Нарышкиным, незаконным сыном
Александра I.
В 1870 году Мария Петровна овдовела и поселилась в своём имении Княжьи Горки Псковской области, которое досталось ей от родного дяди Г. А. Кожина.

## Сестра милосердия
Во время Русско-турецкой войны Новосильцева поступила сестрой милосердия в Свято-Троицкую общину, с которой отправилась на войну, и сопровождала поезда с ранеными из г. Яссы в разные города России. Их отряд, возглавляемый Елизаветой Алексеевной Кублицкой, включал 11 сестер милосердия и 9 дам, среди которых была и хорошо известная баронесса Ю. П. Вревская.
Все сестры общины, участвовавшие в Русско-Турецкой войне, за свой героический труд были награждены медалями и знаками Красного Креста.

## Начальница Смольного института

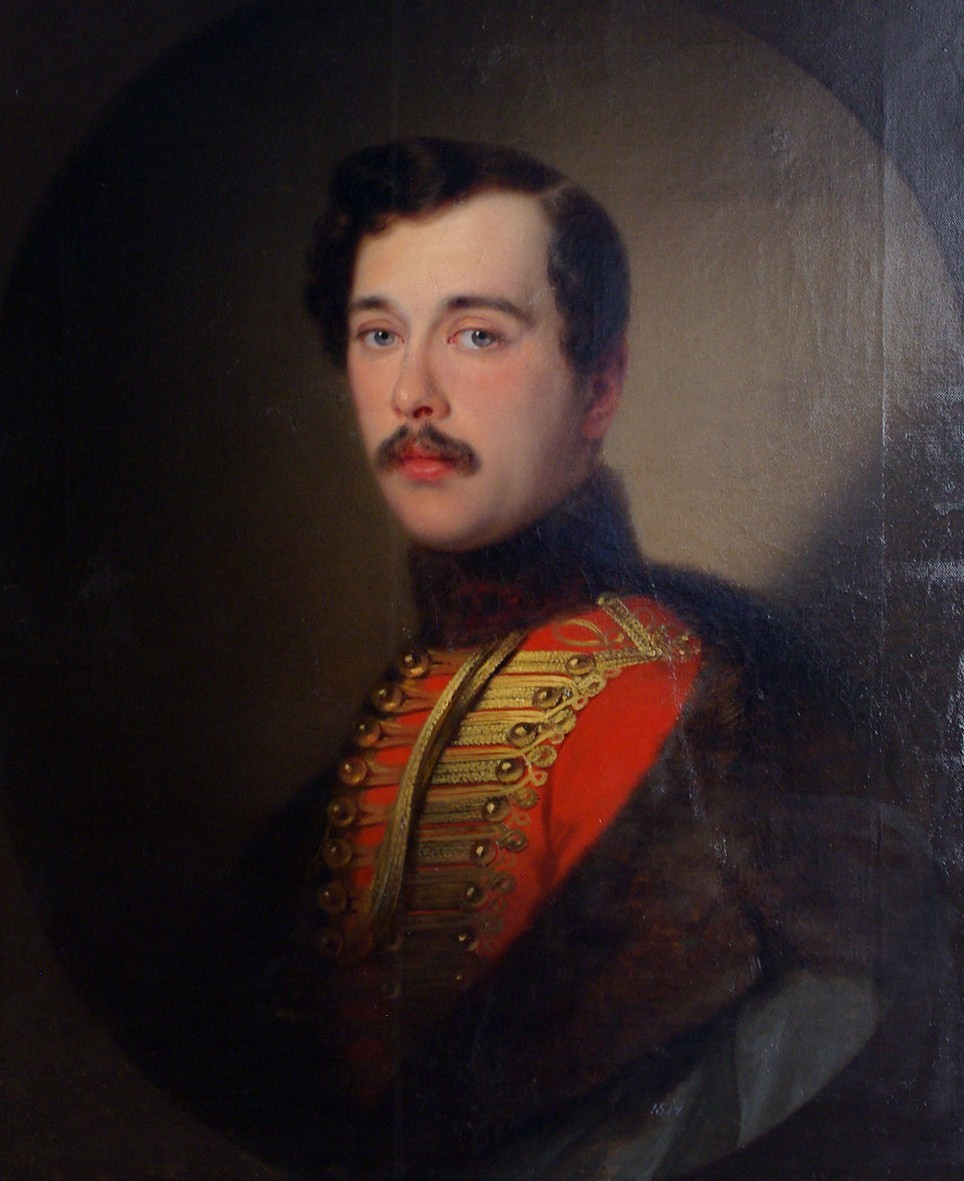
Иван Новосильцев на портрете С. К. Зарянко

Своей самоотверженной неутомимой, исполненной сердечной заботливостью о раненых и больных деятельность во время турецкой компании Новосильцева была лично известна Цесаревне Марии Фёдоровне. Когда в 1886 году в Смольном институте из-за отставки О. А. Томиловой, освободилась должность начальницы, императрица избрала на эту должность М. П. Новосильцеву.
Должность начальницы М. П. Новосильцева занимала до 1894 года. При ней жизнь Смольного института протекала без особых изменений: Новосильцева не стремилась, к каким либо преобразованиям и нововведениям, ценя и уважая заведение, она управляла им в духе его традиций. Отсутствие педагогического опыта затрудняло работу Новосильцевой, она выполняла её, однако, с чрезвычайной добросовестностью и большой энергией.
Новосильцева любила воспитанниц, относилась к ним с добротой. Особую заботу и ласку она проявляла по отношению к больным воспитанницам. Она ежедневно посещала лазарет и много сделала для улучшения ухода за больными. Она сама ухаживала за тяжелобольными воспитанницами, дежурила ночами у их постели. В хозяйственных и финансовых вопросах Новосильцева принимала мало участия, её тяготила ответственность начальницы по этим вопросам, необходимость подписывать счета и контракты.
Императрица Мария Фёдоровна неоднократно выражала Новосильцевой знаки своего удовольствия по поводу её деятельности в качестве начальницы. В 1889 году она была удостоена ценного подарка, таким же знаком была награждена в 1892 году. В 1894 году была пожалована орденом Св. Екатерины меньшего креста.

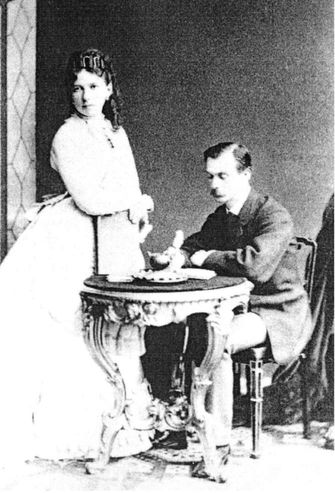
Сын Николай с супругой

В конце 1894 года Новосильцева по болезни оставила Смольный институт. При её уходе, императрица пожелала, чтобы в Воспитательном Обществе имелся портрет Новосильцевой. Согласно воле императрицы, Новосильцева в 1895 году прислала в Смольный свою фотографию, а 1902 году — портрет, написанный Заболотским. Скончалась Мария Петровна Новосильцева 9 октября 1910 года.

## Дети
В браке имела одного сына:
- Николай Иванович (09.08.1849—05.11.1916), егермейстер, в 1895—1904 годах предводитель Псковского дворянства; был женат с 1886 года на княжне Елизавете Дмитриевне Оболенской (1854—1926), дочери князя Д. А. Оболенского; её сестра Мария (1864—1946) была замужем за князем А. Г. Гагариным.